# 清光寺 (江戸川区)
清光寺（せいこうじ）は、東京都江戸川区にある浄土宗の寺院。

## 歴史
1502年（文亀2年）、徳誉法印によって開山された。
本尊の阿弥陀三尊の他に、法然上人像や善導大師像も安置されている。また仏像・高僧像だけでなく奪衣婆の像もある。

## 長島高城
当寺の敷地には、かつて「長島高城」と呼ばれる中世城郭があったといわれている。当寺を取り囲むように、「表門」「裏門」「馬場」「堂屋敷」「官所」という城の存在を示唆する小字が点在していることから、長島高城の推定地に比定されている。なお、遺構はまだ見つかっていない。

## 文化財
- 青柳三酉筆子塚 - 江戸川区登録有形文化財・歴史資料、平成4年2月25日告示[4]
- 木造奪衣婆坐像 - 江戸川区指定有形文化財・彫刻、平成24年3月27日告示[5]

## 交通アクセス
- 葛西駅より徒歩17分（経路案内）。